# Hen Ezra
Hen Ezra (in ebraico חן עזרא‎?; Be'er Sheva, 19 gennaio 1989) è un ex calciatore israeliano, di ruolo centrocampista o ala.

## Statistiche

### Cronologia presenze e reti in Nazionale
| Cronologia completa delle presenze e delle reti in nazionale ― Israele | Cronologia completa delle presenze e delle reti in nazionale ― Israele | Cronologia completa delle presenze e delle reti in nazionale ― Israele | Cronologia completa delle presenze e delle reti in nazionale ― Israele | Cronologia completa delle presenze e delle reti in nazionale ― Israele | Cronologia completa delle presenze e delle reti in nazionale ― Israele | Cronologia completa delle presenze e delle reti in nazionale ― Israele | Cronologia completa delle presenze e delle reti in nazionale ― Israele |
| Data                                                                   | Città                                                                  | In casa                                                                | Risultato                                                              | Ospiti                                                                 | Competizione                                                           | Reti                                                                   | Note                                                                   |
| ---------------------------------------------------------------------- | ---------------------------------------------------------------------- | ---------------------------------------------------------------------- | ---------------------------------------------------------------------- | ---------------------------------------------------------------------- | ---------------------------------------------------------------------- | ---------------------------------------------------------------------- | ---------------------------------------------------------------------- |
| 7-9-2012                                                               | Baku                                                                   | Azerbaigian                                                            | 1 – 1                                                                  | Israele                                                                | Qual. Mondiali 2014                                                    | -                                                                      | 70’ 83’                                                                |
| 11-9-2012                                                              | Ramat Gan                                                              | Israele                                                                | 0 – 4                                                                  | Russia                                                                 | Qual. Mondiali 2014                                                    | -                                                                      |                                                                        |
| 16-10-2012                                                             | Ramat Gan                                                              | Israele                                                                | 3 – 0                                                                  | Lussemburgo                                                            | Qual. Mondiali 2014                                                    | -                                                                      | 71’                                                                    |
| 14-11-2012                                                             | Ramat Gan                                                              | Israele                                                                | 1 – 2                                                                  | Bielorussia                                                            | Amichevole                                                             | -                                                                      | 46’                                                                    |
| 2-6-2013                                                               | New York                                                               | Honduras                                                               | 0 – 2                                                                  | Israele                                                                | Amichevole                                                             | 1                                                                      | 46’                                                                    |
| 14-8-2013                                                              | Kiev                                                                   | Ucraina                                                                | 2 – 0                                                                  | Israele                                                                | Amichevole                                                             | -                                                                      | 46’                                                                    |
| 7-9-2013                                                               | Ramat Gan                                                              | Israele                                                                | 1 – 1                                                                  | Azerbaigian                                                            | Qual. Mondiali 2014                                                    | -                                                                      | 62’                                                                    |
| 10-9-2013                                                              | San Pietroburgo                                                        | Russia                                                                 | 3 – 1                                                                  | Israele                                                                | Qual. Mondiali 2014                                                    | -                                                                      | 46’                                                                    |
| 5-3-2014                                                               | Netanya                                                                | Israele                                                                | 1 – 3                                                                  | Slovacchia                                                             | Amichevole                                                             | -                                                                      | 66’                                                                    |
| Totale                                                                 |                                                                        | Presenze                                                               | 9                                                                      |                                                                        | Reti                                                                   | 1                                                                      |                                                                        |

## Palmarès

### Club

#### Competizioni nazionali
- Coppa di Israele: 1

Maccabi Haifa: 2015-2016